# Carolina Jiménez Sandoval
Carolina Jiménez Sandoval es una internacionalista de nacionalidad venezolana y mexicana. Carolina ha sido directora de investigación para las Américas de Amnistía Internacional, oficial de programa en Open Society Foundations y directora nacional del Servicio Jesuita a Refugiados en Venezuela. Desde 2021 se desempeña como presidenta de la Oficina en Washington para Asuntos Latinoamericanos (WOLA).

## Educación
Carolina es originaria de Acarigua, estado Portuguesa, una ciudad pequeña ubicada en los llanos venezolanos.  Se licenció  en estudios internacionales en la Universidad Central de Venezuela (UCV), en Caracas. Continuó sus estudios de posgrado obteniendo un máster de filosofía en relaciones internacionales en la Universidad de Cambridge, Reino Unido, y un máster en derecho internacional y estudios asiáticos en la Universidad de Chūō, Japón. Adicionalmente tiene un doctorado en estudios internacionales de la Universidad de Waseda, Japón, y cursó un programa postdoctoral en derechos humanos y ética en la UCV.

## Carrera
Carolina comenzó su carrera como asistente de investigación con los reconocidos profesores argentinos-venezolanos Alfredo y Julia Barragán mientras terminaba sus estudios de pregrado en la Universidad Central de Venezuela. Durante esos años, aprendió de los profesores Barragán la importancia de la excelencia académica, la investigación y el crecimiento intelectual. Al finalizar sus estudios de posgrado,  fue asistente de proyectos e investigación en la Universidad de Naciones Unidas y profesora adjunta en Temple University, en Tokio, Japón. Durante un año que vivió en  Argentina trabajó con la Unidad de Género y Políticas Públicas de la Facultad Latinoamericana de Ciencias Sociales, al igual que como asistente de investigación de la Red Internacional de Género y Comercio. Entre 2008 y 2010 fue directora nacional del Servicio Jesuita a Refugiados de Venezuela, dirigiendo tanto una oficina en Caracas como tres oficinas en la frontera colombo-venezolana durante años difíciles del conflicto armado colombiano. 
A partir de 2010, trabajó en la Fundación para las Américas (Trust for the Americas), una organización sin ánimos de lucro afiliada a la Organización de los Estados Americanos (OEA), como gerente de programas en la Unidad de Democracia, Gobernanza y Derechos Humanos, donde lideró una iniciativa regional a favor de los derechos laborales de migrantes en América Central y el Caribe. Posteriormente continuó trabajando en temas de migración para el Programa de América Latina y la Iniciativa de Migración Internacional en la organización Open Society Foundations (OSF), donde encabezó la creación de CAMMINA, la Alianza para las Migraciones en Centroamérica y México, con el objetivo de apoyar a las organizaciones de derechos de los migrantes en la región.
A partir de 2010, trabajó en la Fundación para las Américas (Trust for the Americas), una organización sin ánimos de lucro afiliada a la Organización de los Estados Americanos (OEA), como gerente de programas en la Unidad de Democracia, Gobernanza y Derechos Humanos, donde lideró una iniciativa regional a favor de los derechos laborales de migrantes en América Central y el Caribe. Posteriormente continuó trabajando en temas de migración para el Programa de América Latina y la Iniciativa de Migración Internacional en la organización Open Society Foundations (OSF), donde encabezó la creación de CAMMINA, la Alianza para las Migraciones en Centroamérica y México, con el objetivo de apoyar a las organizaciones de derechos de los migrantes en la región.
Al concluir su etapa en OSF, Carolina se trasladó a Ciudad de México donde trabajó por siete años en Amnistía Internacional como directora de investigación para las Américas. Su trabajo incluyó la documentación de crímenes internacionales cometidos en Venezuela, México y Nicaragua, entre otros países, la incidencia a favor de políticas públicas favorables a los DDHH en toda la región, y la promoción de los derechos de los migrantes y refugiados en Estados Unidos, México y América Central.
Desde 2021 es presidenta de la Oficina en Washington para Asuntos Latinoamericanos (WOLA en inglés).  Carolina se convirtió en la primera persona de América Latina en dirigir la organización en sus 50 años de historia. Bajo su liderazgo, WOLA ha ampliado su enfoque para incluir temas como el cambio climático y la justicia racial y de género. 
Carolina ha sido una destacada defensora de la democracia y una firme crítica del avance del autoritarismo en la región. Se ha pronunciado contra el régimen de Nicolás Maduro y su ilegítima reelección en las elecciones presidenciales de Venezuela del 28 de julio de 2024, denunciando las detenciones arbitrarias y otras violaciones graves de derechos humanos en el país. En una entrevista con The New York Times sobre la situación en Venezuela en el contexto post-electoral, Carolina declaró: “Llevo muchos años documentando violaciones de derechos humanos en Venezuela y he visto patrones de represión antes. No creo haber visto nunca esta ferocidad”. De igual manera, ha denunciado la represión y la pérdida de democracia que ocurre en el marco del “régimen de excepción” en El Salvador, lo que ocasionó que el presidente de ese país, Nayib Bukele, la atacara personalmente a través de sus redes sociales. Su trabajo a favor de la democracia y los derechos humanos continúa a través de su labor en WOLA y su activismo contra los autoritarismos, incluyendo su posicionamiento sobre la necesidad de incluir una perspectiva de género en la lucha por la democracia. Desde el 2024, Carolina es miembro de la Red de Politólogas “No sin Mujeres”. 

## Medios y publicaciones
Carolina aparece y es entrevistada regularmente, en inglés y en español, en medios internacionales como CNN, PBS, BBC, Al Jazeera, NPR, The Guardian, NTN24, Proceso, the Associated Press,  The Economist, entre otros, y ha publicado distintos artículos de opinión en periódicos como el Washington Post y el New York Times. El periódico El País hizo una entrevista especial con Carolina para su serie sobre “Lideresas de Latinoamérica”. Carolina es autora de diversas publicaciones en revistas nacionales e internacionales. 